# Ernst Norlind
Ernst Ludvig Norlind (Vellinge 25 d'abril de 1877 - Castell de Borgeby, Lund, 16 de desembre de 1952) va ser un pintor i escriptor suec.

## Biografia
Ernst Norlind va néixer el 1877, fill del pastor Lars Christenson i de Johanna Norlind, nascuda a Vellinge, una comunitat del sud de Suècia, a la província d'Escània (Skåne). Ell, com els seus quatre germans, tenia el nom distintiu de la seva mare. Després d'anar a l'escola de la Catedral de Lund va estudiar tres anys a la Universitat de Lund, obtenint el grau en 1898. El 1901, Norlind va anar per un any a Alemanya, on va estudiar amb Adolf Hölzel a l'escola Dachau.
El 1904, Norlind va anar al castell de Borgeby, un conegut lloc de trobada d'artistes i personalitats, des de 1888 propietat de la seva futura esposa, Hanna Larsdotter (1866-1953). Aquí va conèixer com a amfitrió literàri a diferents personalitats, com el professor i escriptor suec Ellen Key i Rainer Maria Rilke. L'artista Tora Vega Holmström, l'escriptor Anders Österling i Birger Sjöberg també van ser convidats del castell. El 1905 va ampliar els seus estudis a París, on, gràcies a Rilke, va conèixer a Auguste Rodin. El 1907 es va casar amb Hanna Larsdotter i el 1909 nasqué el seu fill Staffan.
Norlind va ser un artista polifacètic que es va dedicar a preservar una gran varietat d'activitats culturals. Va pintar molts motius del món de les aus, especialment les cigonyes, i era popularment conegut com "el pintor de les cigonyes". De la mateixa manera, va escriure poemes, memòries i novel·les. En la dècada de 1930, durant una depressió, va passar més de dos anys després d'Assís, va buscar la "poètica de la solitud", des de la humilitat de la tradició Franciscana. Norlind també va ser un músic que tocava el violí i, en la dècada de 1940, va ser un conegut narrador de contes a la ràdio. Ernst Norlind va morir el 1952 als 75 anys en el castell de Borgeby. Després de la mort del seu fill, Staffan (1909-1978), que també va ser pintor, el castell es va transformar en una Fundació i alberga el Museu Norlinds. L'obra de Norlinds es troba en el Nationalmuseum i en el Príncep Eugen Waldemarsudde, a Estocolm, al Museu d'Art de Göteborg i al Museu Malmö.
Els germans de Norlind foren també coneguts: Tobias Norlind (1879-1947), músic i historiador, director del Museu i autor; Arnold Norlind (1883-1929), professor, geògraf, escriptor i traductor. Tenia també una germana gran, la Laura, i la Concòrdia Norlind (1875-1960), i el germà més jove Josef Märta Vallentin Norlind (1887-1976).

## Obres (Selecció)

### Pintor
- El 1914, Baltiska Utställningen i Malmö 1914 (cartell de la Bàltic exposició, 1914)[1]
- 1915 Örn jo, flykt över vatten (àguila en vol sobre l'aigua)
- 1916 Skånskt landskap med björkar(paisatge en Skåne amb bedoll)
- 1917 Höstregn, landskap med träd och byggnader (tardor de pluja, paisatge amb arbres i edificis)
- 1919 Skånegård suau fält (antiga granja entre els camps)
- 1933 Stork i kärr (cigonya al pantà)
- 1947 Skänegård (Antiga Granja)
- 1947 Stork i sommarlandskap (cigonya a l'estiu, paisatge)
- 1948 två storkar i vårlandskap (Dues cigonyes a la primavera del paisatge)[2]

### Autor
- El 1907, Dikter, amb dibuixos Norlinds (poemes)
- 1908 Uppgörelse, cambra de jugar en tres actes (judici de força)
- 1928 Akvamarinen, Novel·la
- 1929 Minnena, Romà (Records)
- El 1934, I helgonets spår, Francesc noveller (A la pista de sants, el Francesc modificació)
- El 1935, Jag blev ca ermità: religiösa självbekännelser (jo vaig ser un ermità per confessions religioses)
- 1939 Borgebyminnen (Borgeby Records)
- 1940 Livsouvertyr: händelser ur ca barndom och ungdom (La vida Obertura: actes de la Infància i la joventut)
- 1941 Franciscusår: fonamental och händelser från Assís (Francis: llegendes i esdeveniments d'Assís)
- 1943 Agnu konstnärsår i Dachau och París (Joves artistes durant anys en la Dachau i París)[2]